# Nestor Chomiak
Nestor Chomiak, również Chomiuk (ur. 8 marca 1897 w Jakowiczach k. Włodzimierza na Wołyniu, zm. 15 maja 1967 w Jakowyczach w ZSRR) – ukraiński polityk i pedagog, poseł na Sejm I kadencji w II RP.

## Życiorys
Urodził się w rodzinie chłopskiej. W trakcie I wojny światowej wstąpił do Legionów Polskich, służył w stopniu podchorążego. W 1915 został ewakuowany wraz z rodziną do Charkowa, został wcielony do rosyjskiego Korpusu Ekspedycyjnego, który wysłano do Francji. Został ciężko ranny w bitwie pod Verdun, został inwalidą wojennym. W 1920 przez Konstantynopol i Odessę wrócił do kraju.
Pracował jako nauczyciel w Jakowiczach, od 1930 prowadził własne gospodarstwo w Berezowiczach, był przewodniczącym Rady Gminnej w Mikuliczach. Przed 1935 wstąpił do Wołyńskiego Zjednoczenia Ukraińskiego (WUO), był szefem zarządu okręgowego we Włodzimierzu Wołyńskim.
Po agresji ZSRR na Polskę od listopada 1939 do maja 1941 był wielokrotnie wzywany przez NKWD na przesłuchania (minimum raz w miesiącu). 11 maja 1941 został aresztowany, zbiegł z więzienia w dniu wybuchu wojny niemiecko-sowieckiej. Wrócił na swe gospodarstwo w Berezowiczach i służył jako diakon w cerkwi we wsi Gubyń. W lipcu 1948 został ponownie aresztowany przez NKWD, został oskarżony o kontakty z banderowcami i skazany na 25 lat zesłania; po dwuletnich zabiegach o rewizję wyroku i z braku dowodów winy uzyskał zmniejszenie kary do 10 lat. Wysłany do obozu pracy w Tajszet pod Irkuckiem, został zwolniony 6 października 1955 na mocy amnestii. Od 1966 dyrektor szkoły zawodowej we Włodzimierzu Wołyńskim.
W 1992 został zrehabilitowany pośmiertnie dzięki trwającym 3 lata staraniom syna.
Poseł I kadencji 1922–1927 (ślubowanie złożył 18 lipca 1925), wszedł jako zastępca posła z listy nr 16, okręg wyborczy nr 56 (Kowel), na miejsce Michnela Feinsteina, którego mandat wygasł 13 lipca 1925; członek Komitetu Ukraińskiego.